# Enteropogon brandegeei
Enteropogon brandegeei är en gräsart som först beskrevs av George Vasey, och fick sitt nu gällande namn av Clayton. Enteropogon brandegeei ingår i släktet Enteropogon och familjen gräs. Inga underarter finns listade i Catalogue of Life.